# 5299 Bittesini
5299 Bittesini eller 1969 LB är en asteroid i huvudbältet som upptäcktes den 8 juni 1969 av den argentinska astronomn Carlos U. Cesco vid Leoncito Astronomical Complex. Den har fått sitt namn efter Luciano Bittesini.
Asteroiden har en diameter på ungefär 17 kilometer.